# Atlas Delmenhorst (2012)
SV Atlas Delmenhorst (2012) is een Duitse voetbalclub uit Delmenhorst in Nedersaksen. De vereniging is de naamopvolger van het vroegere SV Atlas Delmenhorst die tussen 1973 en 2002 in de competitie uitkwam en in 2002 vanwege faillissement werd opgeheven.

## Geschiedenis
De historische vereniging SV Atlas Delmenhorst ontstond op 13 juli 1973 door een fusie van de clubs SSV Delmenhorst, Roland Delmenhorst en VSK Bungerhof. Die club speelde twee decennia op het derde- en vierde Duitse voetbalniveau. Op 7 oktober 1999 werd de naam gewijzigd in SC Delmenhorst. Kort na de eeuwwisseling kwam de club in zware financiële problemen die uiteindelijk resulteerden in een faillissement in 2002. Om de jeugdafdeling te redden werd Eintracht Delmenhorst opgericht. Die club speelde vanaf 2003 in de Kreisliga Oldenburg-Land waar het team meermaals net promotie naar de Bezirksliga misliep. Nadat in 2008 enkele sponsoren afscheid namen trok Eintracht zich terug naar de 1. Kreisklasse alvorens de club vanaf 2009 geen team meer op de been brengen kon.
In 2010/2011 speelden enkele oud-leden van Eintracht met het idee om de vereniging Atlas opnieuw op te richten. Op 4 april 2012 werd SV Atlas opnieuw opgericht en nam de voetbalafdeling van Eintracht over. Na vijf promoties in acht jaar bereikte de club in de zomer van 2020 de Regionalliga Nord.

## Seizoensresultaten vanaf 2013
| Seizoen | Competitie                                | Niveau | Eindstand | DFB Pokal | Opmerking                                                                      |
| ------- | ----------------------------------------- | ------ | --------- | --------- | ------------------------------------------------------------------------------ |
| 2012/13 | 1. Kreisklasse Oldenburg Land/Delmenhorst | IX     | 2         | --        |                                                                                |
| 2013/14 | Kreisliga Oldenburg Land/Delmenhorst      | VIII   | 2         | --        | Promotie play-offs > TuS Ofen: 6-1 en Frisia Wilhelmshaven: 3-0                |
| 2014/15 | Bezirksliga Weser/Ems-2                   | VII    | 2         | --        |                                                                                |
| 2015/16 | Bezirksliga Weser/Ems-2                   | VII    | 1         | --        | Ligatopscorer: Dominik Entelmann (29)                                          |
| 2016/17 | Landesliga Weser/Ems                      | VI     | 1         | --        |                                                                                |
| 2017/18 | Oberliga Niedersachsen                    | V      | 9         | --        |                                                                                |
| 2018/19 | Oberliga Niedersachsen                    | V      | 10        | --        | winnaar NFV-amateurcup > TuS Bersenbrück: 3-2                                  |
| 2019/20 | Oberliga Niedersachsen                    | V      | 2         | 1e ronde  | < Werder Bremen: 1-6; competitie afgebroken i.v.m. coronapandemie              |
| 2020/21 | Regionalliga Nord                         | IV     | 11        | --        | Groep Zuid; competitie afgebroken i.v.m. coronapandemie                        |
| 2021/22 | Regionalliga Nord                         | IV     | 8         | --        | 4e Groep Zuid                                                                  |
| 2022/23 | Regionalliga Nord                         | IV     | 18        | --        | Finalist Niedersachsenpokal > VfL Osnabrück: 1-2                               |
| 2023/24 | Oberliga Niedersachsen                    | V      | 3         | 1e ronde  | < FC St. Pauli: 0-5; Finalist NFV-amateurcup > VfV Borussia 06 Hildesheim: 0-2 |
| 2024/25 | Oberliga Niedersachsen                    | V      | 3         | --        | Winnaar NFV-amateurcup > BSV Schwarz-Weiß Rehden: 2-1                          |
| 2025/26 | Oberliga Niedersachsen                    | V      | .         | 1e ronde  | < Borussia Mönchengladbach: 2-3                                                |

TuS Bersenbrück ·
Eintracht Braunschweig-II ·
Atlas Delmenhorst ·
1. FC Germania Egestorf/Langreder ·
Heeslinger SC ·
VfV Borussia 06 Hildesheim ·
SV Holthausen/Biene ·
Lüneburger SK Hansa ·
SV Meppen II ·
BSV Schwarz-Weiß Rehden ·
SC Spelle-Venhaus ·
FC Verden 04 ·
TSV Wetschen ·
SV Wilhelmshaven ·
MTV Wolfenbüttel ·
USI Lupo Martini Wolfsburg